# Seatrade-Colour-Klasse
Die Seatrade-Colour-Klasse ist eine Klasse von Kühlcontainerschiffen der niederländischen Reederei Seatrade Shipmanagement. Das Unternehmen mit Sitz in Groningen ist das größte Reedereiunternehmen im Bereich der Kühlschifffahrt.

## Geschichte
Mit den Schiffen der Klasse rückt Seatrade von der bisherigen Philosophie der Kühlschiffe ab. Die Schiffe sind nur für Container, vorwiegend 40-Fuß-Kühlcontainer, ausgelegt. Die Schiffe wurden von der chinesischen Werftgruppe Yangfan Group Co., Ltd gebaut, die 1952 als Zhoushan Shipyard gegründet wurde.

## Schiffsbeschreibung
Die Schiffe der Klasse sind rund 185 m lang, 30 m breit, für einen Tiefgang von 9 m ausgelegt, mit 24.905 BRZ vermessen und haben eine Tragfähigkeit von 22.380 tdw.
Sie verfügen über fünf unisolierte Laderäume, die insgesamt ein Volumen von 44.771 m³ haben. Die Containerkapazität der Schiffe beträgt 2.259 TEU. Bei homogener Beladung mit 14 t schweren Containern können sie 1.580 TEU laden. Für Kühlcontainer stehen 674 Stromanschlüsse zur Verfügung. Die Schiffe sind für den Ladungsumschlag mit drei Bordkränen mit jeweils 45 t Tragkraft ausgerüstet.
Im Hinterschiff befindet sich das Deckshaus mit der Brücke, dem Maschinenraum, den Messen, Aufenthaltsräumen, Kabinen und der Kombüse. Zum Antrieb dient ein langsamlaufender Zweitakt-Sechszylinder-Dieselmotor vom Typ MAN B&W 6G60ME-C9.5, der in Lizenz von Hudong Heavy Machinery Co. gebaut wurde und auf einen Festpropeller wirkt. Mit der Nenndrehzahl von 97/min leistet er 13.100 kW und verleiht den Schiffen die Nenngeschwindigkeit von 19 kn. Der Rauminhalt der Kraftstofftanks beträgt rund 2.255 m³.
Zur Stromversorgung stehen insgesamt vier Dieselgeneratoren zur Verfügung. Zwei dieser mittelschnelllaufenden Viertakt-Dieselmotoren leisten jeweils 1.881 kW (Scheinleistung: 2.351 kVA) und zwei jeweils 1.254 kW (Scheinleistung: 1.567 kVA). Damit stehen für die Versorgung der Kühlcontainer und den Schiffshilfsbetrieb insgesamt 6.270 kW an elektrischer Leistung zur Verfügung. Der Notgenerator verfügt über 170 kW Leistung (Scheinleistung: 213 kVA). Zur Brennstoffvorwärmung und Wohnraumheizung wurden zwei Dampfkessel mit einem Nenndruck von 11 bar installiert.

## Schiffe der Klasse
| Seatrade-Colour-Klasse | Seatrade-Colour-Klasse | Seatrade-Colour-Klasse | Seatrade-Colour-Klasse                                | Seatrade-Colour-Klasse |
| Schiffsname            | Baunummer              | IMO-Nr.                | Kiellegung / Stapellauf / Fertigstellung              | Bemerkungen            |
| ---------------------- | ---------------------- | ---------------------- | ----------------------------------------------------- | ---------------------- |
| Seatrade Orange        | CV22H-JT03             | 9690092                | 23. Juli 2015 18. Dezember 2015 22. August 2016       |                        |
| Seatrade Red           | CV22H-JT04             | 9690107                | 6. September 2015 7. Mai 2016 26. September 2016      |                        |
| Seatrade White         | CV22H-JT05             | 9756092                | 21. Oktober 2015 24. September 2016 15. Dezember 2016 |                        |
| Seatrade Blue          | CV22H-JT06             | 9756107                | 19. Dezember 2015 28. Oktober 2016 16. Januar 2017    |                        |
| Seatrade Green         | CV22K-SE01             | 9810915                | 15. Oktober 2015 12. November 2017 15. Januar 2019    |                        |